# Geló II
Gelo II (en llatí Gelon, en grec antic Γέλων) fou fill del rei Hieró II de Siracusa i associat al tron d'aquesta ciutat juntament amb el seu pare del 240 aC al 216 aC, al que va premorir per poc temps.
Se sap poc sobre Geló. Segons Polibi va ser un governant de caràcter tranquil i prudent com el seu pare, i afegeix que no va manifestar cap ambició personal. Va ser associat per Hieró II al govern circa el 240 aC i va rebre el títol de rei. Segon Titus Livi, després de la batalla de Cannes el 216 aC, Geló que tenia llavors més de 50 anys, estava disposat a abandonar l'aliança romana, però la seva mort ho va impedir.
Estava casat amb Nereis, filla de Pirros, de la qual va deixar un fill de nom Jerònim (Hieronymus) i una filla de nom Harmonia, casada amb un noble siracusà de nom Temist (Themistos o Themistus). Arquimedes li va dedicar un tractat (Arenarius) en el qual es dirigeix a Geló amb el títol de rei.